# パヤ・ベア
パヤ・ベア（ハンガリー語:Palya Bea、1976年11月11日 - ）、本名パヤ・ベアータ（Palya Beáta）は、ハンガリーの歌手。ペシュト県バグ（Bag）出身。

## 来歴
子どもの頃から村の民俗音楽グループに参加し、大学ではハンガリーとトランシルヴァニアの古代音楽について学ぶ。パヤはジャズやロマ音楽、インドやイランなどの音楽の影響を受けながら自身のスタイルを創り上げていった。1997年から2003年まで民俗音楽グループ「Karpatia」に参加し、またワールド音楽グループ「Folkestra」の設立メンバーの一人となった。Laszlo Fassangとともに日本をツアーしたこともある。ベルギーの音楽プロジェクトCaravane に、バルカン民俗音楽グループの歌手として参加し、ハンガリーにてArtisjus 賞を受けた。
2003年にはソロ歌手としての活動をはじめた。同年9月にはアルバム『Ágrol-ágra』をリリースした。2005年には、ジプシー音楽家のルカーチ・ミクローシュ（Lukács Miklós）およびノヴァーク・チャバ（Novák Csaba）、演奏家のソコライ・ドンゴー・バラージュ（Szokolay Dongó Balázs）、デーシュ・アンドラーシュ（Dés András）とともにクインテットを結成した。2006年には2枚目のソロ・アルバム『Álom-álom, kitalálom』、および3枚目のソロ・アルバム『Psyché』をリリースした。2006年には文化的功労に対して贈られるAphelandra 賞を受けた。

## ディスコグラフィー

### アルバム
- Folkestra: Mamikám （Orpheia: 2001年）
- Ágról-ágra. Tradition in motion （Orpheia: 2003年）
- Álom-álom, kitalálom. Énekelt mese. Gryllus Samuval és Bolya Mátyással. （Gryllus: 2004年）
- Weöres Sándor: Psyché （2005年）
- Szeretetből jöttél erre a világra （2007年）
- Adieu les complexes （2008年）
- Egyszálének （2009年）
- Én leszek a játékszered （2010年）
- Ribizliálom （2011年）
- Ezeregy szefárd éjszaka （2012年）

### サウンドトラック
- TranSylvania BANDE ORIGINALE DE TONY GATLIF （2006年）- 5曲で参加